# Savé (ort i Benin)
Savé är en ort i Benin.   Den ligger i departementet Collines, i den södra delen av landet, 170 km norr om huvudstaden Porto-Novo. Savé ligger 190 meter över havet och antalet invånare är 75 970.
Terrängen runt Savé är platt. Det finns inga andra samhällen i närheten.
I omgivningarna runt Savé växer huvudsakligen savannskog. Runt Savé är det ganska glesbefolkat, med 28 invånare per kvadratkilometer.